# Hypocrisy
A Hypocrisy egy svéd death metal együttes, amelyet Peter Tägtgren alapított. 1990-ben alakultak Ludvikában. Eleinte "sima" death metalt játszottak, a negyedik albumukkal kezdve viszont áttértek a melodikus death metal műfajára. Korai dalszövegeik témái a sátánizmus és a keresztényellenesség volt, a melodikus death metal korszakukban viszont a sci-fi és a földönkívüliek a szövegeik témái. Első két albumukon a Dark Funeral énekese, Masse Broberg volt az énekes.

## Tagok
- Peter Tägtgren – gitár(1991–), ének (1993–present)
- Mikael Hedlund – basszusgitár (1991–)
- Horgh – dob (2004–)
- Tomas Elofsson – gitár (2010-)

Korábbi tagok
- Magnus "Masse" Broberg – ének (1992–1993)
- Lars Szöke – dob (1992–2004)
- Jonas Österberg – gitár (1992)
- Mathias Kamijo – gitár (koncerteken) (1995–2004)
- Andreas Holma – gitár (2004–2006)
- Klas Ideberg – gitár (koncerteken) (2006)
- Alexi Laiho – gitár (koncerteken) (2009)

## Diszkográfia

### Stúdióalbumok
- Penetralia (1992)
- Osculum Obscenum (1993)
- The Fourth Dimension (1994)
- Abducted (1996)
- The Final Chapter (1997)
- Hypocrisy (1999)
- Into the Abyss (2000)
- Catch 22 (2002)
- The Arrival (2004)
- Virus (2005)
- A Taste of Extreme Divinity (2009)
- End of Disclosure (2013)
- Worship (2021)